# 김현종 (군인)
김현종(1965년~)은 대한민국 예비역 육군 중장이며, 국가안보실 제1차장이다.

## 상세
육군사관학교 입교 이후, 조지아 대학교, 서울대학교에서 위탁 교육을 받았다. 국방부 미국정책과장 및 육군본부 정책실장 등 주요 보직을 맡았으며, 백골부대 사단장, 5군단장을 지내며 야전 경험도 쌓았다. 문재인 정부에서 국가안보실 국방개혁비서관 재임 중 포항시에서 KUH-1 수리온이 추락하여 장례식에 조문을 갔으나, 유가족들에 의해서 제지당했다. 5군단장 이임 후 지상작전사령부 참모장으로 근무하였다. 이재명 정부에서 국가안보실 제1차장으로 임명되었다.

## 경력
- 제3보병사단 제23보병연대 9중대장
- 한미연합군사령부 부사령관 전속부관
- 제12보병사단 교육훈련처 근무
- 한미연합군사령부 작전참모부 근무
- 육군참모총장 전속부관
- 제3보병사단 제22보병연대 3대대장
- 국방부 국방정책실 정책기획관실 근무
- 제76보병사단 참모장
- 제31보병사단 제96보병연대장
- 국방부 미국정책과장
- 육군본부 정책실장
- 제3군단 참모장
- 2017.07~2018.05 제3보병사단장
- 2018.05~2020.05 국가안보실 국방개혁비서관
- 2020.05~2021.12 제5군단장
- 2021.12~2022.06 지상작전사령부 참모장
- P&K 컨설팅 대표
- 사단법인 한국군사랑모임 대표
- 고려대학교 기술전문대학원 겸임교수
- 2025.06~ 국가안보실 제1차장